# Moorefield (Virginia Occidental)
Moorefield es un pueblo ubicado en el condado de Hardy en el estado estadounidense de Virginia Occidental. En el Censo de 2010 tenía una población de 2544 habitantes y una densidad poblacional de 409,44 personas por km².

## Geografía
Moorefield se encuentra ubicado en las coordenadas 39°4′3″N 78°57′45″O / 39.06750, -78.96250. Según la Oficina del Censo de los Estados Unidos, Moorefield tiene una superficie total de 6.21 km², de la cual 6.09 km² corresponden a tierra firme y (1.96%) 0.12 km² es agua.

## Demografía
Según el censo de 2010, había 2544 personas residiendo en Moorefield. La densidad de población era de 409,44 hab./km². De los 2544 habitantes, Moorefield estaba compuesto por el 79.01% blancos, el 8.57% eran afroamericanos, el 0.43% eran amerindios, el 4.72% eran asiáticos, el 0.04% eran isleños del Pacífico, el 5.42% eran de otras razas y el 1.81% pertenecían a dos o más razas. Del total de la población el 11.05% eran hispanos o latinos de cualquier raza.